# Бане (Марна)
Бане (фр. Bannay) насеље је и општина у североисточној Француској у региону Шампања-Ардени, у департману Марна која припада префектури Еперне.
По подацима из 2011. године у општини је живело 16 становника, а густина насељености је износила 2,27 становника/km². Општина се простире на површини од 7,06 km². Налази се на средњој надморској висини од 212 метара.

## Демографија
| 1962. | 1968. | 1975. | 1982. | 1990. | 1999. | 2011. |
| ----- | ----- | ----- | ----- | ----- | ----- | ----- |
| 25    | 26    | 18    | 20    | 26    | 27    | 16    |

График промене броја становника у току последњих година